# Avaruarachne satchelli
Genre
Synonymes
- Avarua Marples, 1955 nec Baker, 1938

Espèce
Synonymes
- Avarua satchelli Marples, 1955

Avaruarachne satchelli, unique représentant du genre Avaruarachne, est une espèce d'araignées aranéomorphes de la famille des Salticidae.

## Distribution
Cette espèce est endémique des îles Cook. Elle se rencontre sur Rarotonga vers Avarua.

## Description
Le mâle holotype mesure 5,40 mm.

## Systématique et taxinomie
Cette espèce a été décrite sous le protonyme Avarua satchelli par Marples en 1955. Le nom Avarua Marples, 1955 étant préoccupé par Avarua Baker, 1938 dans les mollusques, il est remplacé par Avaruarachne par Sherwood en 2021.

## Étymologie
Cette espèce est nommée en l'honneur de Geoffrey Harold Satchell.

## Publications originales
- Marples, 1955 : « Spiders from some Pacific islands. » Pacific science, vol. 9, no 1, p. 69-76 (texte intégral).
- Sherwood, 2021 : « Nomenclatural notes on a homonym in the family Salticidae Blackwall, 1841 (Araneae: Araneomorphae). » Arachnology, vol. 18, no 8, p. 867.